# Kharbatha Bani Harith
Kharbatha Bani Harith, en arabe : خربثا بني حارث, est un village du gouvernorat de Ramallah et Al-Bireh en Palestine. Il est situé à 15 km à l'ouest de Ramallah et au centre de la Cisjordanie.
Selon le recensement du bureau central palestinien des statistiques, la localité compte une population de 3 471 habitants en 2017.